# Малые Лезневичи
Ма́лые Ле́зневичи (бел. Малы́я Лезняві́чы) — деревня в Новогрудском районе Гродненской области Республики Беларусь. Входит в состав Ладеникского сельсовета.

## География
Недалеко расположена дорога Р10.
Ближайшие населённые пункты Большие Лезневичи, Ботаровка, Попковичи и др.

### Природа
Вблизи проходит западная граница запретных для охоты вокруг г. Новогрудка (общая площадь — 6568 га, в том числе лесных охотугодий — 1687 га, полевых охотугодий — 3650 га, водно-болотных охотугодий — 85 га, непригодных для охоты земель — 1136 га): от д. Писаруки на север по дороге через д. Шатровцы, Малые Лезневичи, Большие Лезневичи, Пуцевичи, далее на запад по р. Негримово до д. Свири, Ловчицы, Католыши, далее на восток до западного угла кв. 37 Ловцовского лесничества и далее по западным опушкам кв. 37, 34, 32 до северо-западного угла кв. 32 Ловцовского лесничества.

## Население

### Численность
- 2019 год — 33 человек

### Динамика
- 1999 год — 49 человек (перепись населения)
- 2008 год — 41 человек
- 2009 год — 35 человек (перепись населения)[3]
- 2019 год — 33 человек (перепись населения)

## Известные лица
- Бобровская, Фёкла Ивановна — долгожительница (118 лет).